# Svarilo (de Troy)
Svarilo ali Zmenek pri vodnjaku je slika olje na platnu francoskega slikarja Jean Françoisa de Troyja iz leta 1723. Hrani se v Muzeju Viktorije in Alberta v Londonu.

## Zgodovina in opis
De Troy velja za ustvarjalca tableaux de mode, katerega primer je ta slika. Je dober primer galantnih kosov, ki so bili modni v Franciji 18. stoletja. Slika je bila prvotno pripisana Antoineu Watteauju in je zagotovo navdihnila njegov slog. Delo je, tako kot druga avtorjeva, erotično nabito. Prikazuje skrivno srečanje med dvema zaljubljencema, najverjetneje iz plemstva, zaradi njunih finih oblačil, na balustradi vrta. Srečanje in morebitni poljub med žensko na levi in moškim prekine služkinja, ki ju opozori na prihajajočo nevarnost. Ženska je oblečena v belo in ima eno roko v fontani z grotesknim obrazom, ki stoji na sredini slike, morda kot erotična referenca, moški androginega videza pa je elegantno oblečen v rjavo. Nad parom stoji gol klasični kip nimfe.

## Izvor
Sliko je leta 1882 muzeju Viktorije in Alberta daroval John Jones.